# ایزاک روزولت
ایزاک روزولت (Isaac Roosevelt) (۱۹ دسامبر ۱۷۲۶ - اکتبر ۱۷۹۴)، تاجر آمریکایی و سیاستمدار فدرالیست بود. او در مجلس ایالتی نیویورک و کنوانسیون قانون اساسی ایالتی خدمت کرد و قبل از تئودور روزولت بیشترین موفقیت سیاسی را در میان روزولتی‌ها به‌دست‌آورد. ایزاک پدربزرگ پدربزرگ رئیس‌جمهور فرانکلین دلانو روزولت بود. او از نسل دوم بود که از ان بعداً به‌عنوان هاید پارک، شعبهٔ نیویورک، از خانوادهٔ بزرگ روزولت به شناخت رسید. شانس ایزاک از تصفیهٔ شکر و دستاوردهای سیاسی او، به یک ریشهٔ اساسی از ثروت، شهرت و نفوذ قابل توجهی تبدیل شد که آنرا هاید پارک روزولتز به‌دست آورند.

## اوایل زندگی
روزولت در شهر نیویورک متولد و در کلیسای اصلاح‌شدهٔ هلندی نیویورک غسل تعمید داده شد. او پسر ششم یاکوبوس روزولت (۱۶۹۲–۱۷۷۶) و کاترینا هاردنبروک بود که در سال ۱۷۱۳ ازدواج کردند. خواهر و برادر او یوهانس (متولد ۱۷۱۴)، یوهانس (متولد ۱۷۱۵)، نیکلاس (متولد ۱۷۱۷)، هلنا (۱۷۱۹–۱۷۷۲)، یاکوبوس (متولد ۱۷۲۱)، کریستوفل (متولد ۱۷۲۴)، آبراهام (متولد ۱۷۲۹)، سارا (متولد ۱۷۳۰) و آدولفوس روزولت (متولد ۱۷۳۵) بودند.: 255 
پدربزرگ پدری او نیکلاس روزولت (۱۶۵۸–۱۷۴۲) و پدر پدربزرگ او کلاس مارتنزن ون روزنولت (متوفی ۱۶۵۹)، مهاجر هلندی، بود که خانوادهٔ روزولت را در آمریکا تأسیس کرد. پدربزرگ و مادربزرگ مادری او یوهانس هاردنبروک و سارا (نام خانوادگی ون لر) هاردنبروک بودند.

## حرفه
ایزاک روزولت یکی از اولین تصفیه‌کننده‌های شکر در مقیاس بزرگ در شهر نیویورک بود. در طول دههٔ ۱۷۰۰، شکر باارزش‌ترین کالای کشاورزی اروپا بود و تقریباً به‌طور مکمل توسط کار برده در دریای کارائیب کشت می‌شد. کشت شکر باخود همچنین میزان مرگ و میر بالایی در میان بردگان، به‌دلیل شرایط سخت و بیماری داشت. درطول آن‌زمان، برده‌داری در نیویورک قانونی باقی‌ماند و شهر نیویورک به مرکز تصفیهٔ شکر و تجارت جهانی شکر مبدل گردید:
«تا دههٔ ۱۷۲۰، در بندر شهر، یکی از هر دو کشتی یا از دریای کارائیب می‌رسید یا به سمت آن روان می‌شد در حالیکه شکر و مردم برده را وارد می‌کرد و آرد، گوشت و لوازم کشتی سازی را صادر می‌نمود. تجارت آنقدر پُرسود بود که کلیسای ترینیتی، رو به رودخانهٔ هادسون، در یک انتها و انبارهای پنج‌طبقهٔ قند، نزدیک به رودخانهٔ شرقی و نزدیک بازار شلوغ برده‌ها، در سمت دیگر چشمگیرترین ساختمان‌های وال استریت بودند».
روزولت یکی از اولین تصفیه خانه‌های شکر را در شهر ساخت و در ابتدا فروشگاه خود را در وال استریت داشت که بعداً به میدان سنت جورج منتقل گردید.
او با فعال بودن در جامعه، یکی از اولین اعضای اتاق بازرگانی شهر نیویورک که در سال ۱۷۶۸ سازماندهی شد، بود و در سال ۱۷۷۰، او یکی از مؤسسان اولین بیمارستان دولتی در نیویورک بود. در سال ۱۷۸۴، او یک بنیان‌گذار بانک نیویورک که یکی از قدیمی‌ترین بانک‌های موجود در آمریکا می‌باشد، بود. در سال ۱۷۸۶، او جانشین یکی از بنیانگذاران، الکساندر همیلتون، شد تا دومین رئیس بانک شود، جایگاهی را که تا سال ۱۷۹۱ حفظ کرد. جانشین روزولت، گولیان ورپلانک، رئیس مجلس ایالتی نیویورک، گردید.

### دفتر سیاسی
به عنوان یک وطن‌پرست مشهور، او به عضویت کنگرهٔ آستانی نیویورک در ۲۲ آوریل، سال ۱۷۷۵، انتخاب گردید. او یکی از اشخاص کمیتهٔ صدنفری بود که کنترل دولت ایالتی را در ماه مه، سال ۱۷۷۵ به‌دست گرفت. اگر چه او احساس هیچ بیعتی به انگلیس نمی‌کرد، اما او در ابتدا به امید جلوگیری از درگیری میانه‌رو بود. هر چند، زمانی‌که بریتانیا شهر را اشغال کردند، او از نیویورک عقب‌نشینی کرد و دورهٔ اشغال را در خانهٔ همسرش در شهرستان داچس گذراند، در حالی‌که در هنگ ششم شبه نظامیان شهرستان داچس خدمت می‌کرد.
او پس از جنگ، به‌عنوان یکی از ده نمایندگان از شهر نیویورک (در میان جان جی، الکساندر همیلتون و رابرت رابرت لیوینگستون)، در کنوانسیون ایالت نیویورک در پوکیپسی در ۱۸ ژوئن، سال ۱۷۸۸ که بر تصویب قانون اساسی ایالت‌های متحده قصد داشت، شرکت نمود. او از سال‌های ۱۷۷۷ تا ۱۷۸۶ و ۱۷۸۸ تا ۱۷۹۲ عضو مجلس سنای ایالت نیویورک (منطقهٔ جنوبی) بود.

## زندگی شخصی
در ۲۲ سپتامبر سال ۱۷۵۲، او با کورنلیا هافمن (۱۷۳۴–۱۷۸۰)، دختر ترینتجه (نام خانوادگی بنسون) (۱۷۱۲–۱۷۶۵) و مارتینوس هافمن (۱۷۰۶–۱۷۷۲)، زمیندار برجستهٔ شهرستان داچس و عضو از خانوادهٔ هافمن، ازدواج کرد. او خواهر آنتونی هافمن (۱۷۳۹–۱۷۹۰) و عمه جوزیا اوگدن هافمن (۱۷۶۶–۱۸۳۷) بود. پس از مرگ مادرش، پدر کورنلیا، مارتینوس با آلیدا لیوینگستون هانسن، یکی از اعضای خانوادهٔ لیوینگستون که بیوهٔ هنری هانسن و خواهر کوچکتر فیلیپ لیوینگستون، امضاءکنندهٔ اعلامیهٔ استقلال بود، ازدواج کرد. ایزاک و کورنلیا با هم ده فرزند داشتند:
- آبراهام روزولت (متولد ۱۷۵۳) که در جوانی درگذشت.
- مارتینوس روزولت (متولد ۱۷۵۴) در جوانی درگذشت.
- کاترین روزولت (متولد ۱۷۵۶) که مجرد درگذشت.
- سارا روزولت (متولد ۱۷۵۸) که مجرد درگذشت.
- ژاکوبوس «جیمز» روزولت سوم (۱۷۶۰–۱۸۴۷) که با ماریا الیزا والتون (۱۷۶۹–۱۸۱۰)، سپس کاترین الیزابت بارکلی (حدود ۱۷۸۳–۱۸۱۶)، سپس هریت هاولند (۱۷۸۴–۱۸۵۶) ازدواج کرد.[۱۳][۱۴]
- کورنلیا روزولت (متولد ۱۷۶۱) که در جوانی درگذشت.
- ماریا روزولت (متولد ۱۷۶۳) که با ریچارد واریک (۱۷۵۳–۱۸۳۱) با شهردار شهر نیویورک، ازدواج کرد.
- مارتین روزولت (۱۷۶۵–۱۷۸۱) که در کالج درگذشت.[۱۳]
- کورنلیا روزولت (۱۷۶۷–۱۸۱۸) که در ۱۰ ژانویه، سال ۱۷۸۶ با  بنجامین کیسام (۱۷۵۹–۱۸۰۳) ازدواج کرد.[۱۵][۱۶][۱۷]
- هلن روزولت (متولد ۱۷۶۸) که مجرد درگذشت.

روزولت در اکتبر، سال ۱۷۹۴ درگذشت.

### زادگان
او از طریق پسرش، جیمز، پدربزرگ ایزاک روزولت (۱۷۹۰–۱۸۶۳) که با مری ربکا آسپین وال (۱۸۰۹–۱۸۸۶) ازدواج کرد، گریس روزولت (۱۷۹۲–۱۸۲۸) که با گای کارلتون بیلی (۱۷۸۶–۱۸۵۹) ازدواج کرد، جیمز روزولت (۱۷۹۴–۱۸۲۳)، والتون روزولت (۱۷۹۶–۱۸۳۶)، ادوارد روزولت (۱۷۹۹–۱۸۳۲)، ریچارد واریک روزولت (۱۸۰۱–۱۸۳۵) که با آنا ماریا لایل ازدواج کرد، همیلتون روزولت (۱۸۰۵–۱۸۲۷)، هنری والتون روزولت (۱۸۰۹–۱۸۲۷)، سوزان بارکلی روزولت (۱۸۱۳–۱۸۶۷) و جیمز بارکلی روزولت (متولد ۱۸۱۵) بود.
او از طریق دخترش، کورنلیا، پدربزرگ کورنلیا کاترین کیسام که با  کاسپار ویستار ادی ازدواج کرد، بنجامین روزولت کیسام (متولد ۱۷۹۳) که با مری بردان ازدواج نمود، ماریا آن کیسان (۱۷۸۸–۱۸۷۱)، هلن کیسام (۱۷۹۰–۱۸۷۰) که با جان لفرتس ازدواج کرد، ریچارد واریک کیسام (۱۷۹۵–۱۸۶۹) که با ماریا لاتورت ازدواج کرد، اما شارلوت کیسام که با فرانسیس آرمسترانگ لیوینگستون (۱۷۹۵–۱۸۵۱)، برادرزادهٔ پیتر آر و ماتورین لیوینگستون، ازدواج نمود و آمیلا شارلوت کیسام (متولد ۱۷۹۹) بود.